# Microstegium falconeri
Microstegium falconeri är en gräsart som först beskrevs av Joseph Dalton Hooker, och fick sitt nu gällande namn av Clayton. Microstegium falconeri ingår i släktet Microstegium och familjen gräs. Inga underarter finns listade i Catalogue of Life.